# Флоријановић
„Флоријановић“ је југословенски филм из 1974. године. Режирао га је Вук Бабић према сопственом сценарију који је написан по истоименој приповеци Владана Деснице.

## Улоге
| Глумац          | Улога |
| --------------- | ----- |
| Вера Чукић      |       |
| Жарко Митровић  |       |
| Бранко Плеша    |       |
| Милан Пузић     |       |
| Добрила Стојнић |       |
| Стево Жигон     |       |